# Хозрасчёт
Хозяйственный расчёт (хозрасчёт) — метод расчёта расходов и доходов на государственном предприятии в условиях плановой экономики в 1960-х — 1980-х годах в СССР, предполагавший финансовую самостоятельность предприятия, хотя и ограниченную хозяйственными органами СССР. Хозрасчёт главным образом возник в результате Косыгинской реформы, хотя ещё в 1931 году Сталин призывал к введению хозрасчёта в своих тезисах.
Метод «хозрасчёта» предполагал самостоятельную управляемость и финансирование в рамках централизованно (то есть правительством) установленных цен в государстве. Хозрасчётные организации (предприятия) работали в различных сферах производственной деятельности СССР, ГДР и других государств.

## Определение
Согласно БСЭ хозяйственный расчёт — это система экономических отношений, возникающая в процессе воспроизводства между обществом в целом и отдельными производственными звеньями (предприятиями, объединениями) и между самими подразделениями по поводу общественно необходимых затрат труда и распределения чистого дохода предприятий. На практике хозяйственный расчёт — это метод ведения хозяйства и управления, сущность которого состоит в том, что каждое предприятие в денежной форме соизмеряет затраты на производство и результаты своей хозяйственной деятельности, покрывает свои расходы денежными доходами от реализации продукции и обеспечивает рентабельность производства. Поэтому рентабельность и самоокупаемость составляют важнейшие особенности этого метода.

## История
Суть хозяйственного расчёта была раскрыта В. И. Лениным, который писал: «Перевод госпредприятий на так называемый хозяйственный расчёт неизбежно и неразрывно связан с новой экономической политикой, и в ближайшем будущем неминуемо этот тип станет преобладающим, если не исключительным. Фактически это означает, в обстановке допущенной и развивающейся свободы торговли, перевод госпредприятий в значительной степени на коммерческие, капиталистические основания. Это обстоятельство, в связи с острой необходимостью повысить производительность труда, добиться безубыточности и прибыльности каждого госпредприятия, в связи с неизбежным ведомственным интересом и преувеличением ведомственного усердия, неминуемо порождает известную противоположность интересов между рабочей массой и директорами, управляющими госпредприятий или ведомствами, коим они принадлежат. Поэтому и по отношению к госпредприятиям на профсоюзы безусловно ложится обязанность защиты классовых интересов пролетариата и трудящихся масс против их нанимателей.»
Для Ленина в 1921 году хозяйственный расчёт фактически означал перевод госпредприятий на коммерческие, капиталистические основания. В этих условиях остро стоял вопрос перерождения директоров, управляющих госпредприятий в «буржуйчиков» и защиты интересов трудящихся от их нанимателей. Ленин указывал, что переход к НЭПу и хозрасчёту — это вынужденный и временный шаг назад к капитализму в социалистическом государстве.
Дальнейшее развитие хозяйственный расчёт в СССР получил после 1953 года с приходом к власти Хрущёва Н. С.. Он упоминается в документах КПСС и Советского правительства, в работах экономистов СССР. Как видно по цитате из БСЭ, представленной выше, в это время понятие «хозяйственный расчёт» претерпевает изменения и отрывается от понятия «коммерческий расчёт».
Интерес к хозрасчёту возникал в годы хозяйственной реформы 1965 года и в годы перестройки.
Во время правления Горбачёва М. С. и начатой им перестройки понятие хозяйственный расчёт или хозрасчёт возвращается к ленинскому и опять включает в себя перевод госпредприятий на рыночные основания.
В социалистических странах идея хозрасчёта также получила широкое распространение. Например Китай, Куба.
В современной России и других странах СНГ термин «хозрасчёт» практически вышел из широкого употребления, так как приватизация государственных предприятий, акционирование и создание многочисленных негосударственных производственных и торговых структур по умолчанию предполагает, что ведение эффективной экономической деятельности в них возможно только на основе коммерческого расчёта.

## Принципы хозрасчёта
Основные принципы хозяйственного расчёта:
- хозяйственная самостоятельность предприятий (самоокупаемость, самофинансирование, самоуправление);
- материальная заинтересованность их коллективов и каждого отдельного работника в результатах своей хозяйственной деятельности;
- материальная ответственность за эти результаты;
- контроль рублём.

Хозрасчёт основан на товарно-денежных отношениях, характерных для капиталистической экономики — в частности таких категорий, как цена, прибыль, себестоимость продукции и тому подобное.